# 過酸化銅
過酸化銅（かさんかどう、英語: copper peroxide）は、化学式が CuO
2 で表される仮説上の無機化合物である。銅と酸素の比率が1：2で、酸化数+2の銅と過酸化物イオンからなる。この組成のサンプルは単離されていないが、CuO
2 は計算上の観点から関心を集めている。非常によく引用される解析のひとつでは、気体の CuO
2 は超酸化物であり、銅の酸化数は+1であると結論づけている：Cu+
O−
2 。
水酸化銅(II)などの銅化合物に過酸化水素を作用させると酸化銅(II) (CuO) よりも多くの酸素を含む銅酸化物が得られることは古くより知られていた。その構造は長い間議論の対象となっていたが、代表的な CuO2 については実験的、理論的な検討により銅(I)イオンとスーパーオキシドアニオンとの錯体 Cu+(O2)− として考えられている 。